# 장대진
장대진(1977년 1월 20일 ~ )은 대한민국의 아나운서다.

## 학력
- 건국대학교 무역학과 학사